# San José de Tiznados
San José de Tiznados – miasto w Wenezueli, w stanie Guárico.